# Сопот (Пољска)
Сопот (пољ. Sopot, кашуп. Sopòt) је приморски град у Поморском војводству у Пољској.
Налази се на обали Гдањског залива на Балтику. Заједно са већим градовима Гдањск и Гдиња чини шире градско подручје Тројмјасто. По подацима из 2005. град има 39.494 становника.
Сопот је познат као бањско лечилиште и летовалиште. У њему се налази најдужи дрвени мол у Европи (515,5 метара). У Сопоту се од 1961. одржава Међународни фестивал песама, од којег је значајнији само фестивал Песме Евровизије.

## Историја
Место Сопот се први пут помиње у 13. веку (1283) као рибарско село. Сопот је реч словенског порекла и значи извор. У периоду 1283—1807. Сопот је припадао граду Данциг (данашњи Гдањск). До 1793. Данциг и Сопот су били у Краљевској Пруској, аутономном делу Краљевине Пољске, а од тада су у Краљевини Пруској и касније Немачком царству. Од 1920. до 1939. Сопот је био део територије слободног града Данциг, која је формирана одредбама Версајског мировног уговора.
Од почетка 19. века Сопот се развио у монденску бању са касином и гранд хотелом. Место није много страдало током Другог светског рата. После рата Сопот је постао део Републике Пољске. Године 1977. град је достигао врхунац развоја када је у њему живело око 55 хиљада становника. Данас је Сопот атрактивна бања и место за одмор, где је цена некретнина друга по висини у Пољској (после Варшаве).

## Демографија
| 1995.  | 2000.  | 2005.  | 2010.  | 2012.  |
| ------ | ------ | ------ | ------ | ------ |
| 43.576 | 42.348 | 40.075 | 38.858 | 38.217 |

## Партнерски градови
- Франкентал
- Ашкелон